# Ruggengraat (lied)
Ruggengraat is een lied van de Nederlandse artiesten Snelle en Kraantje Pappie. Het werd in 2023 als single uitgebracht en stond in hetzelfde jaar als vierde track op het album Achtentwintig van Snelle.

## Achtergrond
Ruggengraat is geschreven door Alex van der Zouwen, Wessel van Deursen, Kevin Bosch, Twan van Steenhoven, Paul Sinha, Lars Bos, Delano Ruitenbach, Sasha Rangas en Stefan van Leijsen en geproduceerd door Wessel van Deursen en The Companions. Het is een lied dat past in de genres nederpop en feestmuziek. In het lied zingen de artiesten over het gevoel dat je eigenlijk thuis wil blijven, maar toch naar de kroeg gaat en aan de alcohol zit. De titel komt van de uitdrukking "geen ruggengraat hebben".
Snelle en zijn team hadden een deel van het nummer gemaakt, waarna hij Kraantje Pappie had gevraagd om op het lied mee te zingen. In de intro van het nummer is een viool te horen. Bij de eerste demo's van het nummer was dit niet ingespeeld door een violist, maar neuriede Snelle dat stuk.
Over de samenwerking vertelden de artiesten dat het een nummer was dat in het straatje van beide artiesten paste. Zowel Snelle (met De laatste) en Kraantje Pappie (met Feesttent) hadden al eerder "kroeghits" gemaakt. Het was niet de eerste keer dat ze samen een nummer maakten, maar meerdere nummers die ze opnamen werden niet uitgebracht omdat er naar eigen zeggen te veel de stempel van de ene óf de andere artiest op het lied werd gedrukt. Met Ruggengraat was het nummer wel in balans. Overigens stonden ze in 2019 ook al samen op Op zoek naar life.
Het nummer werd geprimeurd bij radiozender Radio 538. Bij radiozender 100%NL werd het lied uitgeroepen tot de Hit van 100. De single heeft in Nederland de gouden status.

## Hitnoteringen
De artiesten hadden succes met het lied in de hitlijsten van Nederland. Het piekte op de 29e plaats van de Single Top 100 en stond zeventien weken in deze hitlijst. In de Nederlandse Top 40 kwam het tot de 32e plaats in de vijf weken dat het er in te vinden was.